# Now I'm That Bitch
"Now I'm That Bitch" é uma canção da cantora barbadiana britânica Livvi Franc, com a participação do rapper Pitbull. Foi escrita e produzida por Salaam Gibbs, com letras adicionais de Olivia Waithe e Armando Pérez. Foi lançado como single de estreia de Frank em 13 de junho de 2009 pela Jive Records. "Now I'm That Bitch" recebeu avaliações mistas dos críticos musicais.
"Now I'm That Bitch" teve sucesso moderado, atingindo a posição 24 na Nova Zelândia e Reino Unido. Nos Estados Unidos, não entrou na Billboard Hot 100, enquanto alcançou a posição 14 na Billboard Bubbling Under Hot 100 Singles; no entanto, atingiu a primeira posição na Hot Dance Club Songs. Um vídeo musical acompanhante foi dirigido por Sarah Chatfield, e comparado ao vídeo musical do single "Sweet Dreams My LA Ex" (2003), de Rachel Stevens.

## Desempenho nas tabelas musicais
| Tabela musical (2009)                        | Melhor posição |
| -------------------------------------------- | -------------- |
| Estados Unidos (Billboard Mainstream Top 40) | 37             |
| Estados Unidos (Billboard Dance Club Songs)  | 1              |
| Nova Zelândia (Recorded Music NZ)            | 24             |
| Reino Unido (UK Singles Chart)               | 40             |